# Passiflora cacao
Passiflora cacao är en passionsblomsväxtart som beskrevs av Bernacci och M.M.Souza. Passiflora cacao ingår i släktet passionsblommor, och familjen passionsblomsväxter. Inga underarter finns listade i Catalogue of Life.